# Forbachsee bei Bebra
Der Forbachsee bei Bebra ist ein Abgrabungsgewässer in einem ehemaligen Kiesabbaugebiet am Mittellauf der Fulda, dessen Ufer sich nach der Nutzungsaufgabe in fortgeschrittenen Sukzessionsstadien befinden. Wegen seiner landesweiten Bedeutung als Brut- und Rastgebiet für Wasservögel sowie als Lebensraum einer Vielzahl seltener und gefährdeter Tier- und Pflanzenarten ist der Forbachsee mit seiner näheren Umgebung und der angrenzenden Fulda im Jahr 1985 zum Naturschutzgebiet erklärt worden. Mit gleichen Gebietsgrenzen und Erhaltungszielen wurde das Naturschutzgebiet später als ein Fauna-Flora-Habitat-Gebiet in das europaweite Schutzgebietssystem Natura 2000 integriert. Außerdem liegt der Bereich vollständig in dem Europäischen Vogelschutzgebiet „Fuldatal zwischen Rotenburg und Niederaula“ und dem Landschaftsschutzgebiet „Auenverbund Fulda“.

## Lage
Der Forbachsee liegt in der Fuldaaue, rund einen Kilometer westlich von Bebra und gehört zu den Gemarkungen Breitenbach und Bebra der Stadt Bebra sowie Lispenhausen und Rotenburg der Stadt Rotenburg an der Fulda im hessischen Landkreis Hersfeld-Rotenburg.
Naturräumlich wird der Bereich des Schutzgebiets der Untereinheit „Bebraer Becken“ im „Fulda-Werra-Bergland“ des „Osthessischen Berglands“ zugeordnet. Das „Bebraer Becken“ geht nordwestlich in das „Rotenburger Fuldatal“ und südlich in das „Friedlos-Mecklarer Fuldatal“ über. Im Westen grenzt der „Neuenstein-Ludwigsecker Höhenzug“ an.

## Entstehung
Zu Beginn des frühen Mittelalters veränderte sich durch menschliche Aktivitäten die Naturlandschaft in der Fuldaaue. Mit der anwachsenden Bevölkerung und der Ausbildung des Siedlungswesens kam es zu erheblichen Ausdehnungen des Kulturlandes in bis dahin ungenutzte Bereiche, mit großräumigen Veränderungen von Flora und Fauna. Durch die rodungsbedingten Hangerosionen wurden die aus Kiesen und Sanden bestehenden Rohböden der eiszeitlichen Flussterrassen von bis zu mehreren Metern mächtigen Auenlehmschichten überlagert, die später eine intensive Landwirtschaft ermöglichten.
Erste wasserbauliche Eingriffe in den Flusslauf begannen vermutlich schon im Mittelalter. Mit den Versuchen die Fulda bis unterhalb von Hersfeld schiffbar zu machen, wurden zahlreiche Flusskorrekturen durchgeführt. Weitere Verlegungen entstanden durch den Bau der Bahnstrecken und Straßen. Nach dem abschließenden Ausbau in der ersten Hälfte des 19. Jahrhunderts, veränderte sich der Flussverlauf dann kaum mehr.
Die Kies- und Sandschichten im Tal sind besonders im 20. Jahrhundert als Rohstoff für die Bauindustrie zu einem bedeutenden Wirtschaftsfaktor geworden. Sie wurden und werden noch großflächig abgebaut, so dass heute Abgrabungsgewässer wie der Forbachsee die Biotopstrukturen in der Fuldaaue maßgeblich mitbestimmen. Nach der Nutzungsaufgabe haben sich die einstigen „Wunden in der Auenlandschaft“ zu wertvollen Sekundärlebensräumen entwickelt, die wie der Forbachsee als Naturschutzgebiete ausgewiesen wurden.
Die Fläche mit dem Kiesteich, der aus zwei ehemaligen Abbaugebieten entstanden ist, ist im Rahmen einer Ausgleichsmaßnahme für Eingriffe in die Natur und Landschaft bei dem Neubau einer Eisenbahnstrecke erworben worden. Der rund 22 Hektar große Bereich besteht überwiegend aus der durch eine Nassabgrabung entstandenen Wasserfläche, die eine mittlere Tiefe von rund vier Metern besitzt. Zu den weiteren Teilen des Naturschutzgebiets gehören ein rund ein Kilometer langer Abschnitt der Fulda, Ruderalflächen, Hochstaudenfluren und ein Weichholzauenwald.
Als Besonderheit gilt die enge Verknüpfung der Fulda mit der aufgelassenen Kiesgrube. Anfänglich war der Kiessee von dem Fluss durch einen dammförmigen Uferstreifen getrennt. Während eines Hochwassers Mitte der Achtziger Jahre durchbrach die Fulda im südlichen Bereich den Damm und schaffte sich Ausläufe im Nordosten. Bei jedem der folgenden Hochwasserereignisse vertiefte der Fluss seine Anbindung, so dass jetzt auch bei normalem Wasserstand Fuldawasser durch den See strömt. Die Durchbrüche verändern sich ständig und durch die „Biotopgestaltung“ des Flusses entstanden auf kleinem Raum durch die Umformungen des Geländes immer wieder Flachwasserzonen, Kiesbänke, Verklausungen durch Totholz und Steilwände. Anfang der 2000er Jahre drohte jedoch der Flussdynamik das Aus. Das Wasser- und Schifffahrtsamt forderte mehrfach die Beseitigung der Durchbrüche und wollte den Fluss wieder mit einem Damm von dem Kiessee abriegeln. Das konnten die Naturschützer, deren übergeordnetes Entwicklungsziel der Prozessschutz mit einer natürlichen Fließgewässer- und Auendynamik sowie einer freien Sukzession ist, bisher verhindern.

## Lebensräume

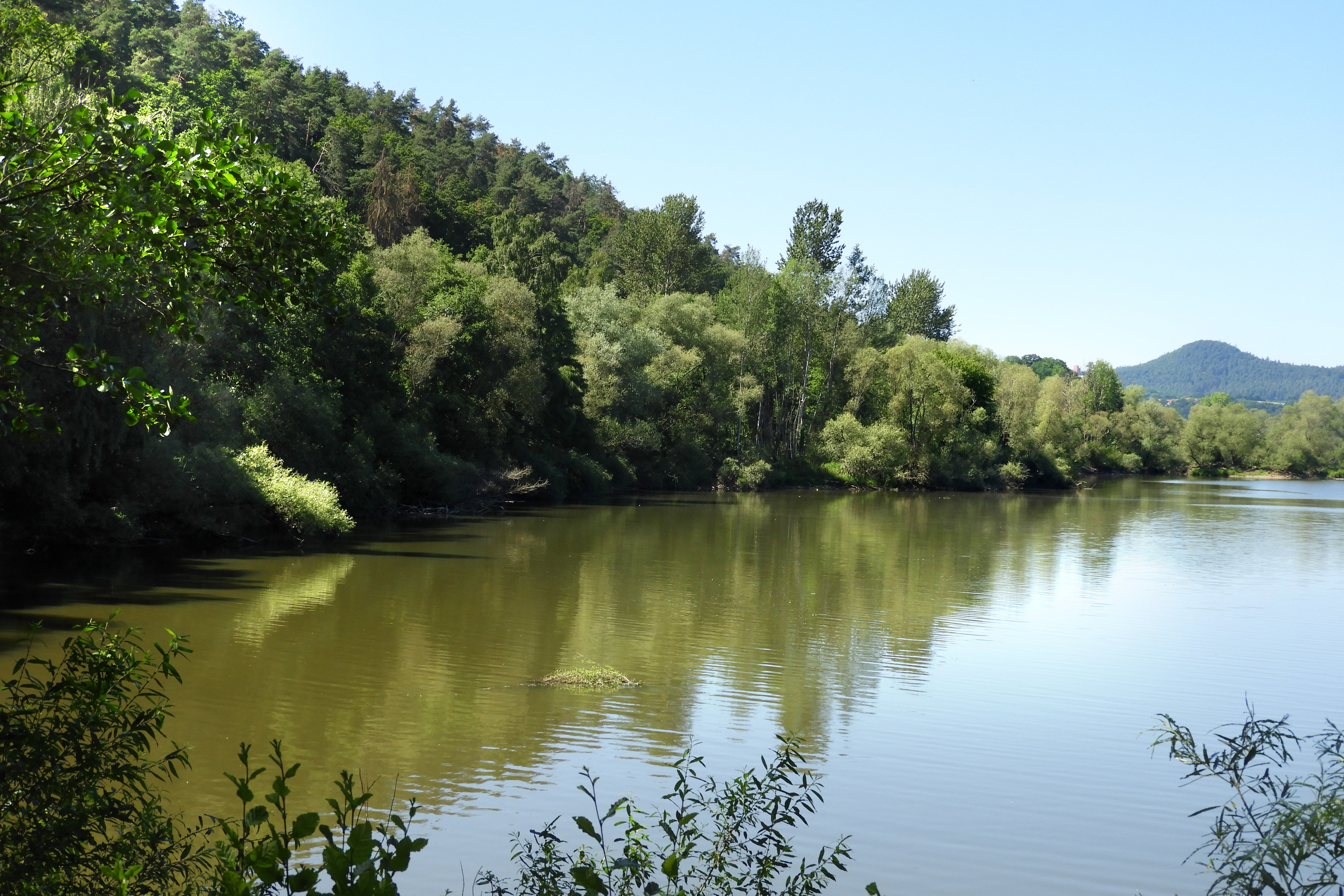
Der Auenwald am östlichen Ufer

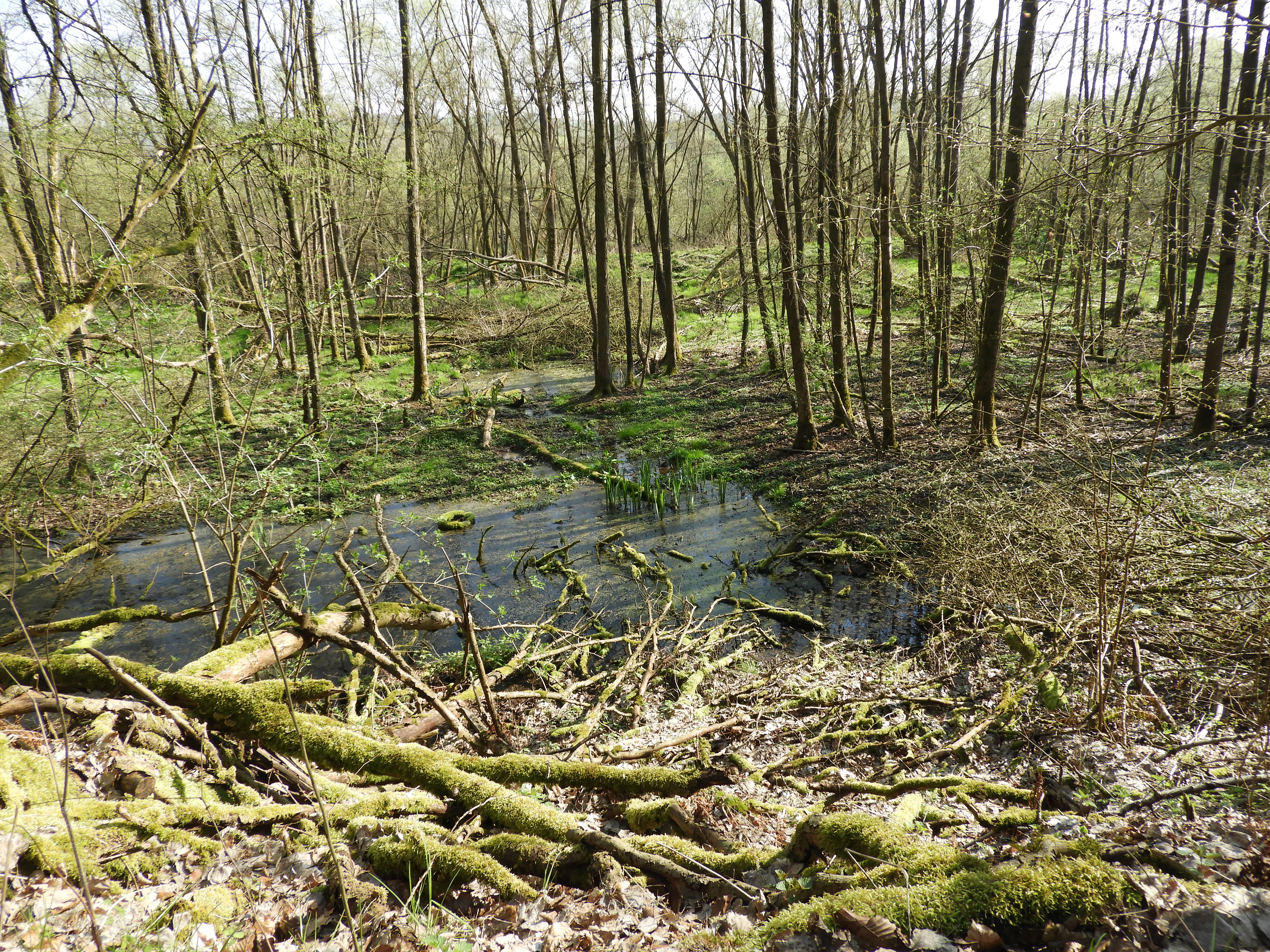
Bruchwald im nordöstlichen Bereich

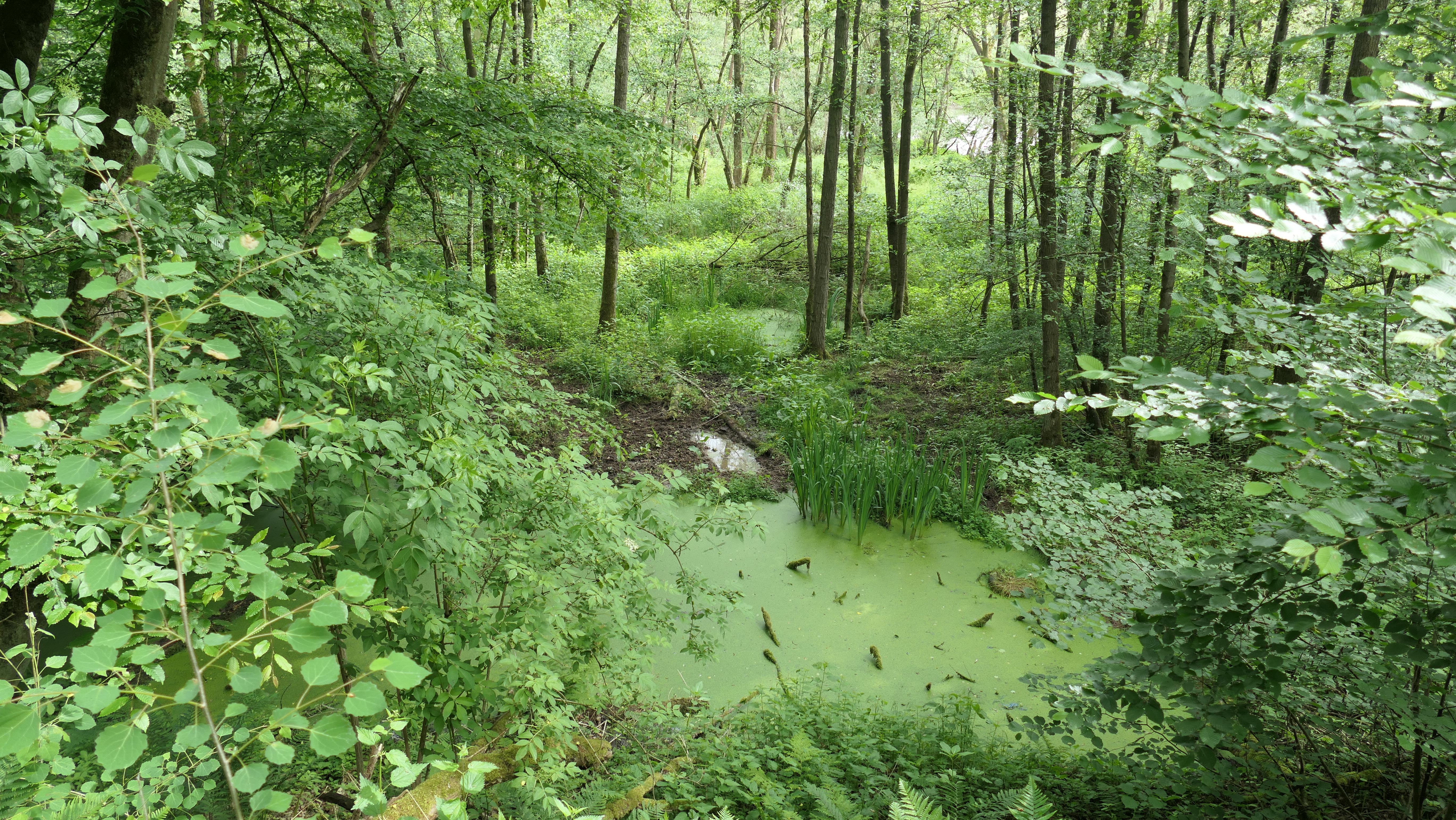
Auwald unterhalb des Berghangs

Nach der Grunddatenerfassung zum FFH-Gebiet „Forbachsee bei Bebra“ aus dem Jahr 2002 gehören zu den schützenswerten Lebensraumtypen (kurz: LRT), die nach der Fauna-Flora-Habitat-Richtlinie als von gemeinschaftlichem Interesse gelten und für deren Erhaltung besondere Schutzgebiete ausgewiesen werden müssen:
- „Fließgewässer mit flutender Wasservegetation“ (LRT 3260)

Das parallel zum Forbachsee verlaufende Flussbett der Fulda wird seit der Durchbrüche nur noch von rund einem Drittel der ursprünglichen Wassermenge durchströmt. In der Unterwasservegetation tritt als dominante Art das Ährige Tausendblatt auf. Die Vorkommen des Flutenden Wasserhahnenfußes sowie des Haken-Wassersterns lassen für die Wissenschaftler die Einordnung in die Pflanzengesellschaft Ranunculion fluitantis zu.
- „Feuchte Hochstaudenfluren an Gewässerufern und Waldrändern“ (LRT 6430)

Die Hochstaudensäume haben sich nur kleinflächig in den Lücken der Ufergaleriewälder ausgebreitet. Sie gelten hier als eher artenarm und werden von weit verbreiteten Arten gebildet, mit einer großflächigen Dominanz von Brennnessel und dem invasiven Drüsigen Springkraut.
- „Hainsimsen-Buchenwald“ (LRT 9110)

Dieser Lebensraumtyp gehört nicht zu dem Ökosystem der Flussauen und ist in das Schutzgebiet nur dort einbezogen worden, wo die Grenzlinie des FFH-Gebiets die eigentliche Aue verlässt. Mit einem Anteil von 0,3 Hektar, das entspricht 1,4 % der Gesamtfläche, gilt er hier nur von untergeordneter Bedeutung.
- „Erlen- und Eschenwälder und Weichholzauenwälder an Fließgewässern“ (LRT *91E0).

Die Auenwälder haben sich erst nach der Unterschutzstellung des Forbachsees entwickelt und sind auf insgesamt 8,5 Hektar im Schutzgebiet großflächig ausgeprägt. Den sich noch teilweise im Pionierwaldstadium befindlichen Vorkommen wird ein hohes Entwicklungspotenzial zugeschrieben, die sie im höheren Alter für viele Arten biotopfähig werden lässt. Die im Zuge der Rekultivierung angelegten kleinen Tümpel sowie die umfangreichen Grabenstrukturen, die temporär überflutet werden, gelten als ein mögliches Biber-Habitat.

## Fauna
Unter den Vögeln, die den Bereich um den Forbachsee als Rast- und Nahrungsgebiet sowie als Brutbiotop nutzen, sind Arten für deren Schutz nach dem Anhang I der Vogelschutzrichtlinie der Europäischen Union besondere Maßnahmen ergriffen werden müssen. Nach der Grunddatenerfassung gehören zu den Durchzüglern unter ihnen: Moorente, Zwergsäger, Schwarz- und Rotmilan, Fischadler, Rohrweihe, Weißbürzel-Weihe, Bruchwasserläufer und Trauerseeschwalbe. Nahrungsgäste sind Schwarz-, Grau- und Mittelspecht und der Eisvogel kommt als Brutvogel oft aber nicht regelmäßig vor.
Durch die zugelassene natürliche Sukzession hat sich das Umfeld des Sees in den letzten Jahren stark verwandelt. Auf den ehemaligen Ruderalfluren und Brachflächen hat sich ein Auenwald ausgebildet. Mit der Veränderung der Uferzonen veränderte sich auch das Artenspektrum der Vogelwelt. Rasteten auf den früher noch vegetationsarmen, meist schlammigen Flächen zahlreiche Watvögel, so erfüllen die dicht bewachsenen Gewässerränder nicht mehr ihre Habitatansprüche. Als Überwinterungsplatz für die an das Wasser gebundenen Vogelarten hat der Forbachsee aber eine herausgehobene Bedeutung. Wenn im Winter die umgebenden Kiesgewässer zugefroren sind, bietet er, dank der Strömung des durchfließenden Fuldaarms lange eine weitgehend eisfreie Wasserfläche. Die Stockente ist die häufigste Art, auch Pfeif-, Schnatter, Reiher-, Krick-, Tafel- und Schellente sind regelmäßige Wintergäste.

## Unterschutzstellung

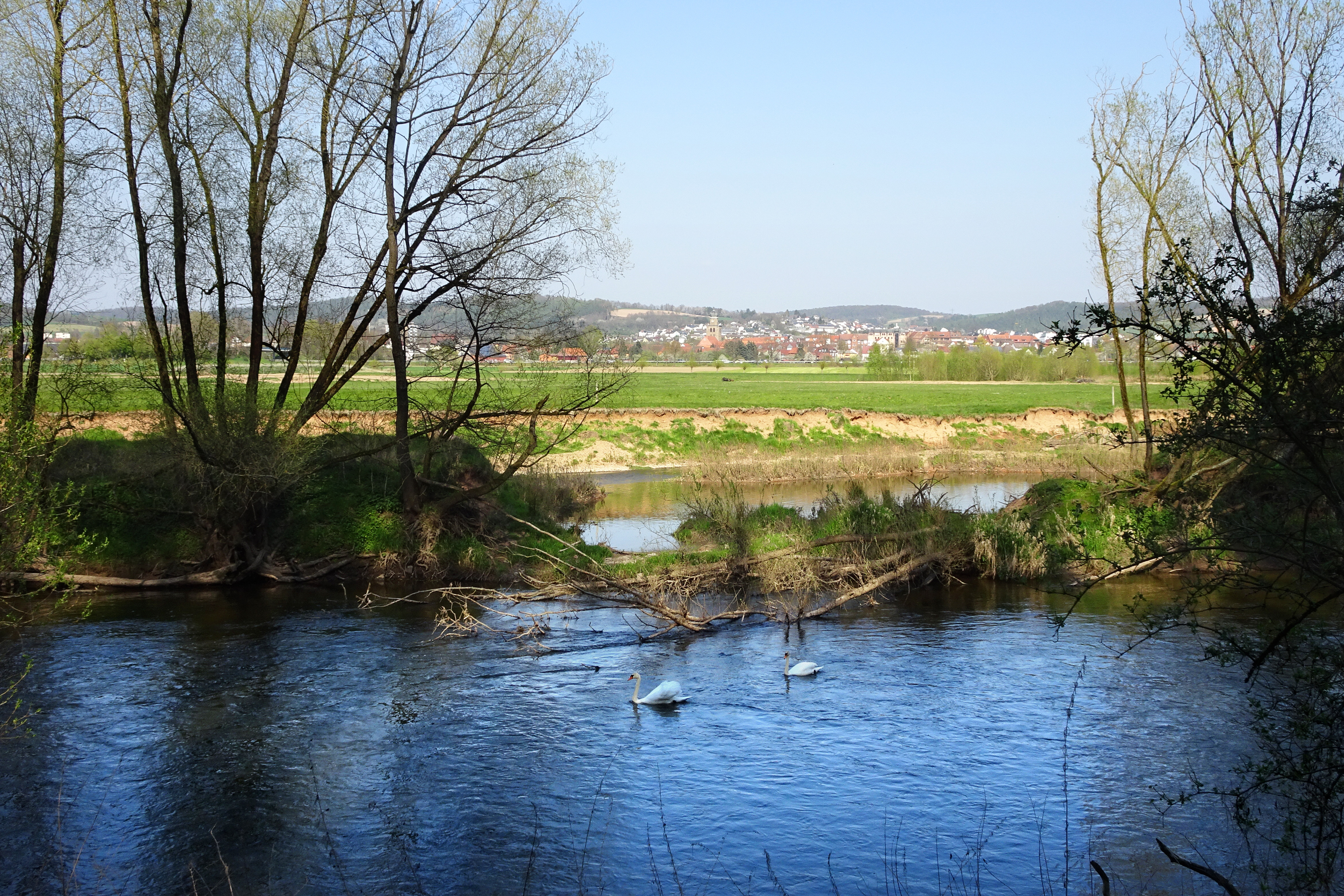
Die Fulda südlich des Schutzgebiets „Forbachsee bei Bebra“

- Naturschutzgebiet

Mit Verordnung vom 26. November 1985 der Bezirksdirektion für Forsten und Naturschutz beim Regierungspräsidium in Kassel wurden die ehemalige Kiesgrube sowie der Flusslauf der Fulda mit ihrem Uferbewuchs zum Naturschutzgebiet erklärt. Zweck der Unterschutzstellung war, „den Kiessee, seine nähere Umgebung sowie die angrenzende Fulda mit einer reichhaltigen Fauna und Flora zu sichern und als Lebensraum und Rastplatz für zahlreiche, zum Teil seltene Vogelarten zu erhalten und durch entsprechende Gestaltungsmaßnahmen zu verbessern“. Über die Musterverordnung hinaus blieb das Befahren der Fulda, ohne anzulegen sowie die Ausübung der Fischerei in der Fulda vom rechten Ufer aus zeitweise gestattet. Das Schutzgebiet mit einer Größe von 21,93 Hektar hat die nationale Kennung 1632010 und den WDPA-Code 163125.
- Fauna-Flora-Habitat-Gebiet

Im Rahmen der Umsetzung der Fauna-Flora-Habitat-Richtlinie wurde der Forbachsee im April 1999 der EU-Kommission für das länderübergreifende Netz besonderer Schutzgebiete „Natura 2000“ gemeldet und nach der Aufnahme in die EU-Liste im März 2008 als FFH-Gebiet ausgewiesen. Das europaweite Schutzgebietssystem Natura 2000 hat die Förderung der biologischen Vielfalt zum Ziel und will einen günstigen Zustand der natürlichen Biotope bewahren oder wiederherzustellen. Neben dem Gebietsmanagement und dem damit verbundenen Monitoring forderte die EU eine förmliche Schutzerklärung, die im Januar 2008 mit der „Verordnung über Natura 2000-Gebiete in Hessen“ erfolgte. Das FFH-Gebiet, das mit 22 Hektar die gleiche Größe und die gleichen Grenzen wie das Naturschutzgebiet besitzt, hat die Gebietsnummer 5024-301 und den WDPA-Code 555520372. Zu den verpflichtenden Schutzzwecken gehören unter anderen die Erhaltung einer natürlichen oder naturnahen Fließgewässerdynamik sowie die Erhaltung eines funktionalen Zusammenhangs mit auetypischen Kontaktlebensräumen.
- Vogelschutzgebiet

In dem europäischen Vogelschutzgebiet „Fuldatal zwischen Rotenburg und Niederaula“ befindet sich der Forbachsee im nördlichen Bereich. Das insgesamt rund 1700 Hektar große Gebiet liegt, von Hügelland umgeben, in der weiten Flussauenkulturlandschaft des Mittleren Fuldatals. Der regelmäßig bei Hochwasser über die Ufer tretende Fluss, der auf einer Länge von rund 26 km das Vogelschutzgebiet durchfließt sowie die zahlreichen durch Kiesabbau entstandenen Seen, bieten das ganze Jahr hindurch der Vogelwelt attraktive Wasserflächen. Es wird als artenreiches Rast- und Überwinterungsgebiet für Wasser-, Wat- und Wiesenvögel, vor allem für Kiebitz, Bekassine, Gänsesäger und Fischadler eingeschätzt und gilt als bedeutendes Brutgebiet von Flussuferläufer, Flussregenpfeifer, Eisvogel, Bekassine und Neuntöter. Das Vogelschutzgebiet hat die Gebietsnummer 5024-401 und den WDPA-Code 555537601.
- Landschaftsschutzgebiet

Der Forbachsee liegt vollständig in dem, im Jahr 1993 ausgewiesenen Landschaftsschutzgebiet „Auenverbund Fulda“. Es umfasst neben den Flächen im Landkreis Hersfeld-Rotenburg auch Bereiche im Landkreis Kassel, im Schwalm-Eder-Kreis, im Vogelsbergkreis und im Landkreis Fulda. Das Schutzziel in dem rund 9500 Hektar großen Gebiet ist die Sicherung der Fulda, einschließlich ihrer Zuflüsse, mit ihren durch Überflutung gekennzeichneten Auen als eine für Hessen typische Flusslandschaft. Insbesondere die im Wechsel von Hoch- und Niedrigwasser geprägten Lebensgemeinschaften entlang der Gewässer sollen geschützt werden durch die Wiederherstellung naturnaher Gewässerabschnitte. Das Landschaftsschutzgebiet hat die Kennung 2631002 und den WDPA-Code 378401.

## Touristische Erschließung

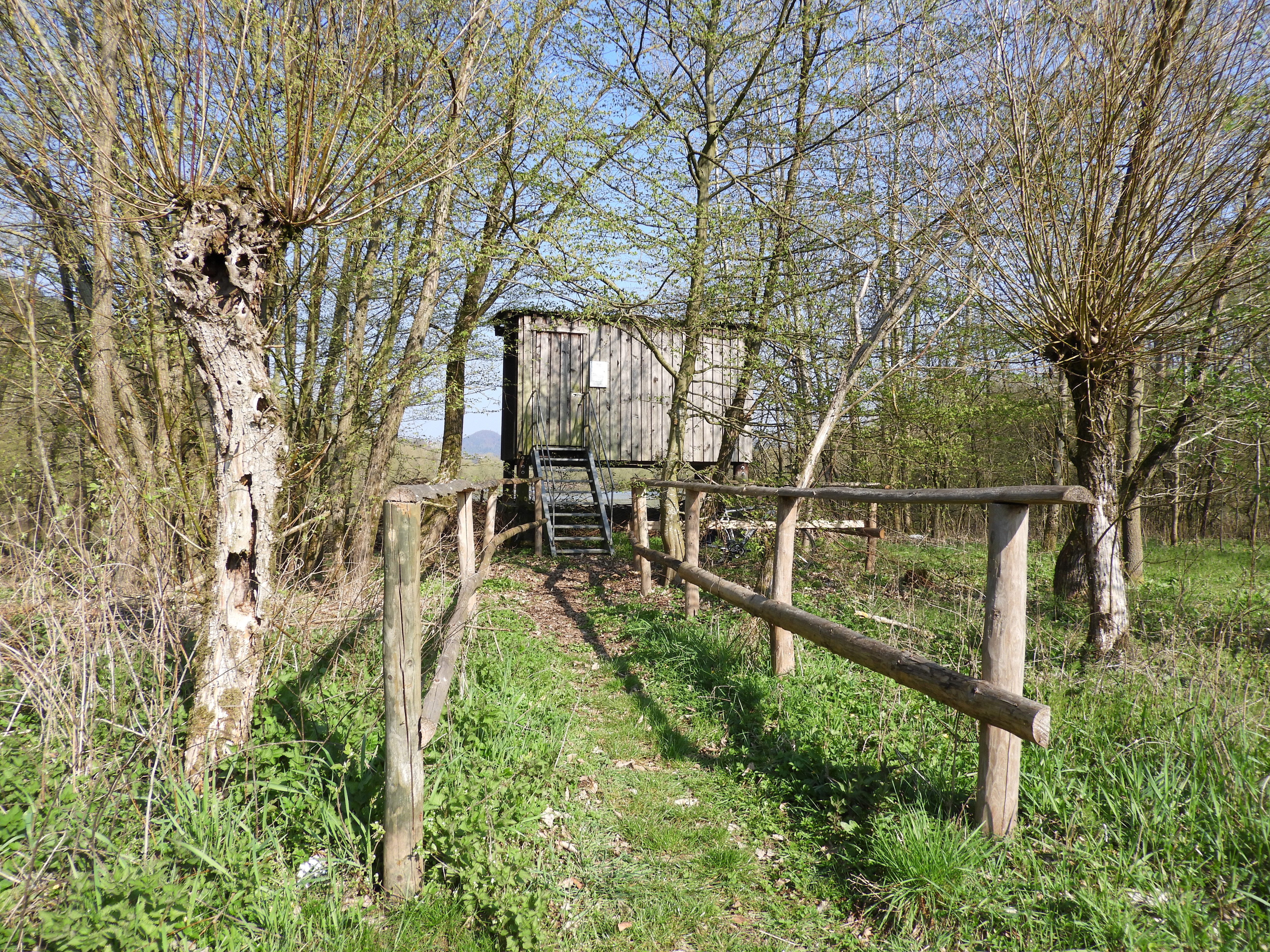
Der Beobachtungsstand der „Naturkundlichen Gesellschaft Mittleres Fuldatal“ ermöglicht einen Blick auf den See und seine Vogelwelt.

Das Schutzgebiet ist als ungestörte Ruhezone vorgesehen und kann nicht betreten werden. Offiziell ist der Forbachsee nur zu Fuß oder mit dem Fahrrad über den Hessischen Radfernweg R1, der auch Fulda-Radweg genannt wird, zu erreichen. Am südlichen Schutzgebietsende hat die „Naturkundliche Gesellschaft Mittleres Fuldatal e. V.“ in den Jahren 1998 und 1999 einen Beobachtungsstand mit Informationstafeln erbaut, der einen guten Blick auf den See ermöglicht.